# Lore Bert
Lore Bert (* 2. Juli 1936 in Gießen) ist eine deutsche zeitgenössische Künstlerin.

## Leben
Lore Bert wuchs in Darmstadt auf und studierte von 1953 bis 1957 an der Werkkunstschule (WKS) Darmstadt sowie in Berlin an der Hochschule für Bildende Künste Malerei, u. a. bei dem Bildhauer Hans Uhlmann. Nach ihrem Studium der Malerei wandte sie sich der Objektkunst, Bildhauerei und besonders der Papierkunst zu.
Nach mehreren Ausstellungsbeteiligungen erfolgte 1977 die erste Einzelausstellung. Ab 1985 begann mit einer Ausstellung in Montreal (Kanada) ihre internationale Ausstellungstätigkeit mit mehr als 280 Ausstellungen in 28 Ländern. Ausstellungen führten sie u. a. nach Österreich, die Schweiz, Italien, Frankreich, Portugal, Schweden, Mexiko, die USA, die Türkei, Kanada, Polen, Nepal, Ägypten, Korea, Island, Ägypten, die Vereinigten Arabischen Emirate und Australien.
Sie war mehrfach auf Biennalen vertreten, so mit der Ausstellung „Art & Knowledge“ als offizielle Begleitveranstaltung der Biennale in Venedig 2013. Sie war 1999 Ehrenkünstlerin der Biennale in Sharjah (Vereinigte Arabische Emirate) und 2011 Ehrenkünstlerin der Biennale in Izmir (Türkei). Ihre Arbeiten befinden sich in zahlreichen Museen und öffentlichen Sammlungen. Von ihr liegen über 100 Publikationen vor, davon mehr als 40 Monographien zu Einzelausstellungen in Museen.
Bert wurde für ihre Verdienste anlässlich einer Ausstellung im Muzeum Lubelskie w Lublinie (Polen) die Medaille der Stadt Lublin verliehen.
Lore Bert lebt und arbeitet in Mainz und Venedig. Ihre Tochter ist die Mainzer Galeristin Dorothea van der Koelen, die die Künstlerin zugleich vertritt.

## Werk
Basierend auf dem Prinzip der Collage begann sie, Reliefs herzustellen und weltweit Environments zu realisieren. Seit 1996 kamen weitere Materialien wie Papyrus und Blattgold hinzu. Charakteristisch für ihr Schaffen ist das Arbeiten mit fernöstlichen Papieren aus Japan, Nepal, Korea und China – gelegentlich auch Papyrus aus Ägypten – die meist eine räumliche Dimension einnehmen. Ihr Werk umfasst Collagen, Bildobjekte, Transparente und Skulpturen, seit Beginn der 1980er Jahre entstanden auch Installationen bis hin zu ganzen Papierräumen und Environments. Seit den 1990er Jahren arbeitet sie auch mit dem Licht als gestalterischem Element. Es entstanden u. a. Environments mit Neonschrift und Neonröhren, auch in Form orientalischer Zahlen. Ihre oftmals monochrom weiße Kunst wird aufgrund ihrer geometrischen Formen dem Bereich der konkreten Kunst ebenso zugerechnet wie dem Konstruktivismus; die Elemente der Sprache betonen zudem ihre Nähe zur Konzeptkunst. Historische Zusammenhänge oder kulturelle Besonderheiten anderer Länder fließen ebenfalls in ihr Werk ein. Die zahlreichen Skulpturen und Installationen mit Neon postulieren eine Beziehung zur Lichtkunst. Sie nutzt Formen u. a. aus der Geometrie, Architektur sowie Ornamente, Zahlen und Buchstaben. Auch Themen der Geistes- und Naturwissenschaften wie die Weltbilder von Galilei und Kopernikus sowie Schriften von bedeutenden Philosophen und Schriftstellern bilden Inspirationen für ihr Werk.
Bis 2019 wurden in Europa, Asien, Afrika, Arabien und Amerika mehr als 125 Räume (Environments) in öffentlichen Institutionen realisiert.

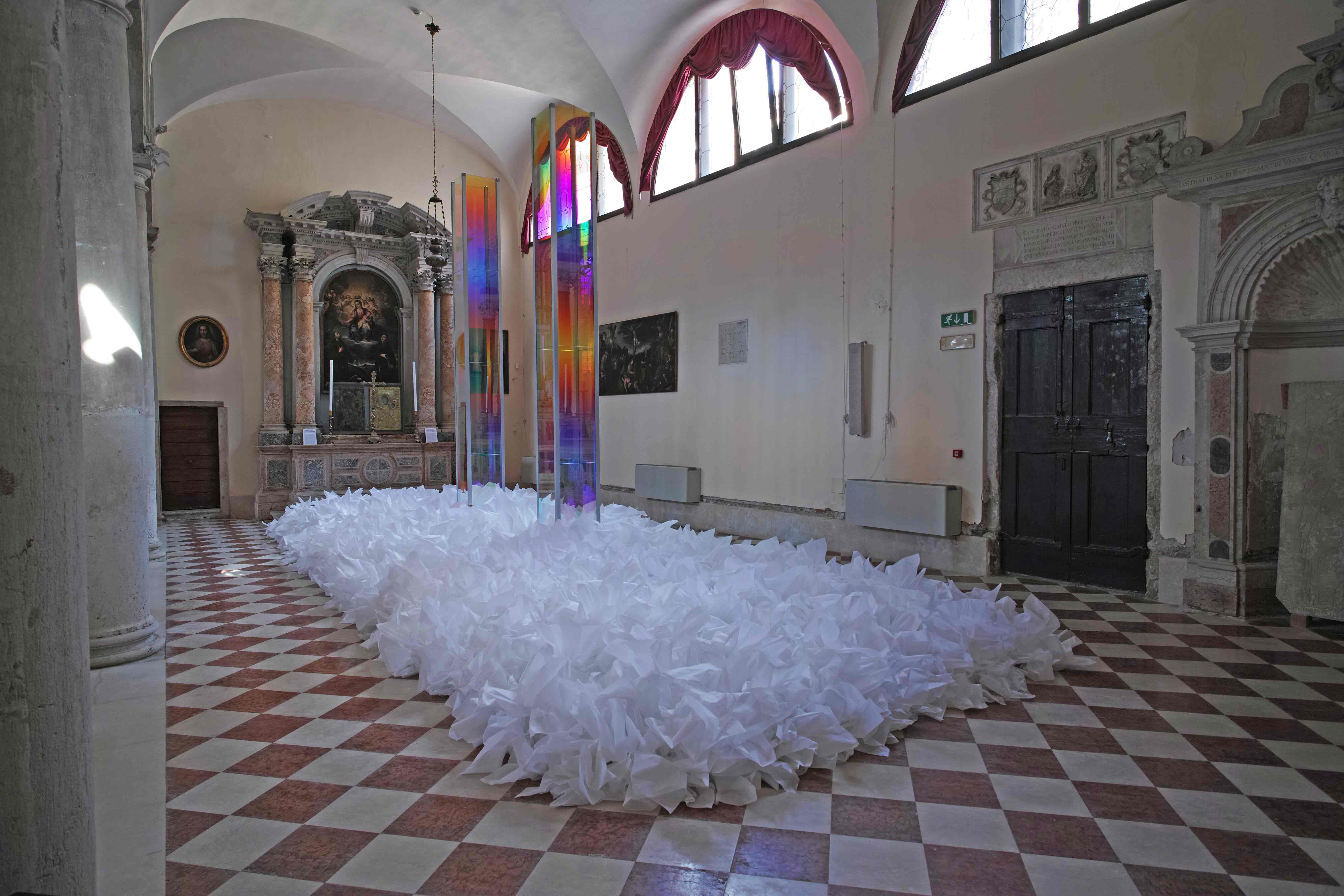
Illumination – Ways to Eureka, 2019 – Environment mit Japanpapier und dichroitischem Glas in der Kirche San Samuele in Venedig
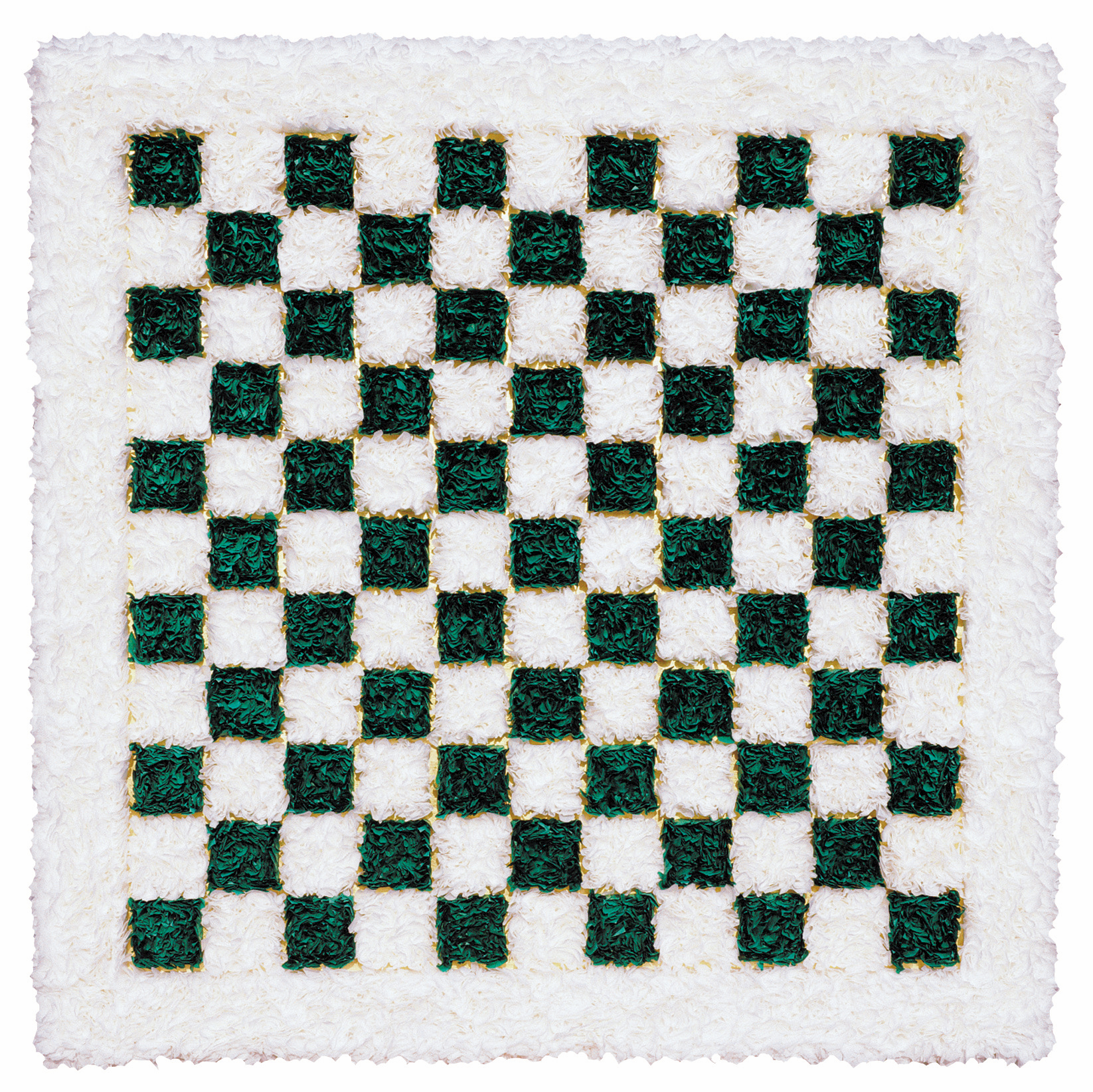
Grün-weiß alternierend 2005 - Bildobjekt, Ludwig Museum Koblenz
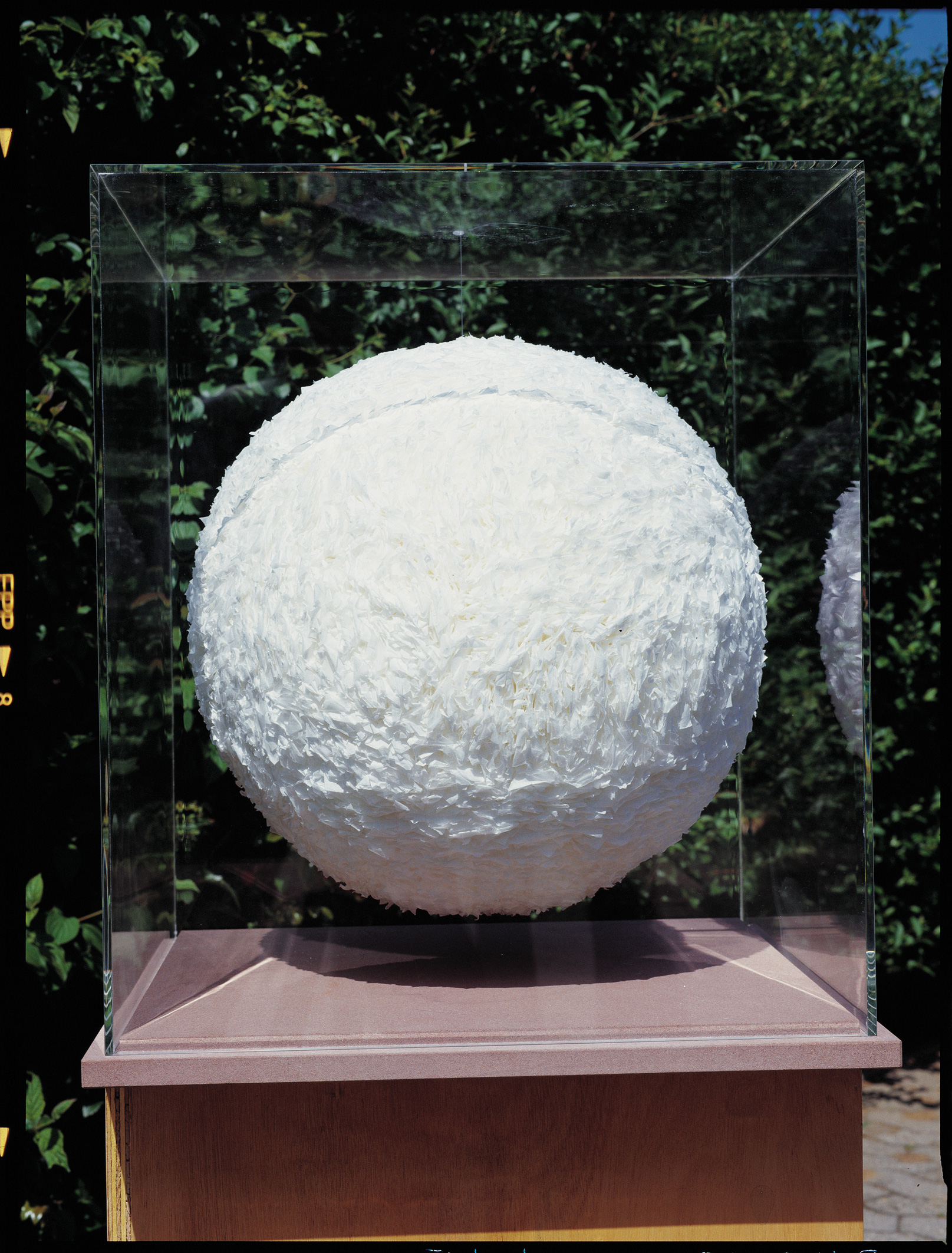
Weisse Kugel 2004 - Papierskulptur, Museum Würth Künzelsau
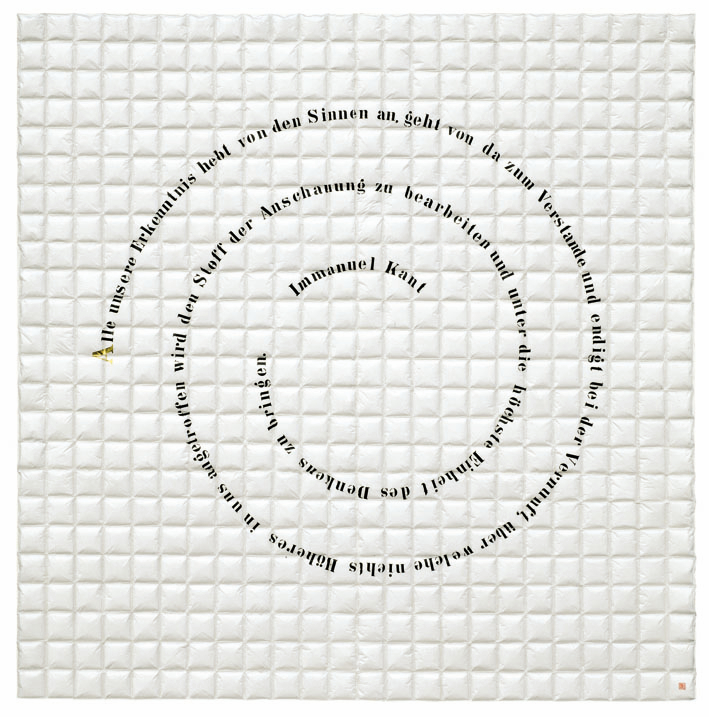
Kant: Sinne und Verstand 2003 - Transparent mit Japanpapier
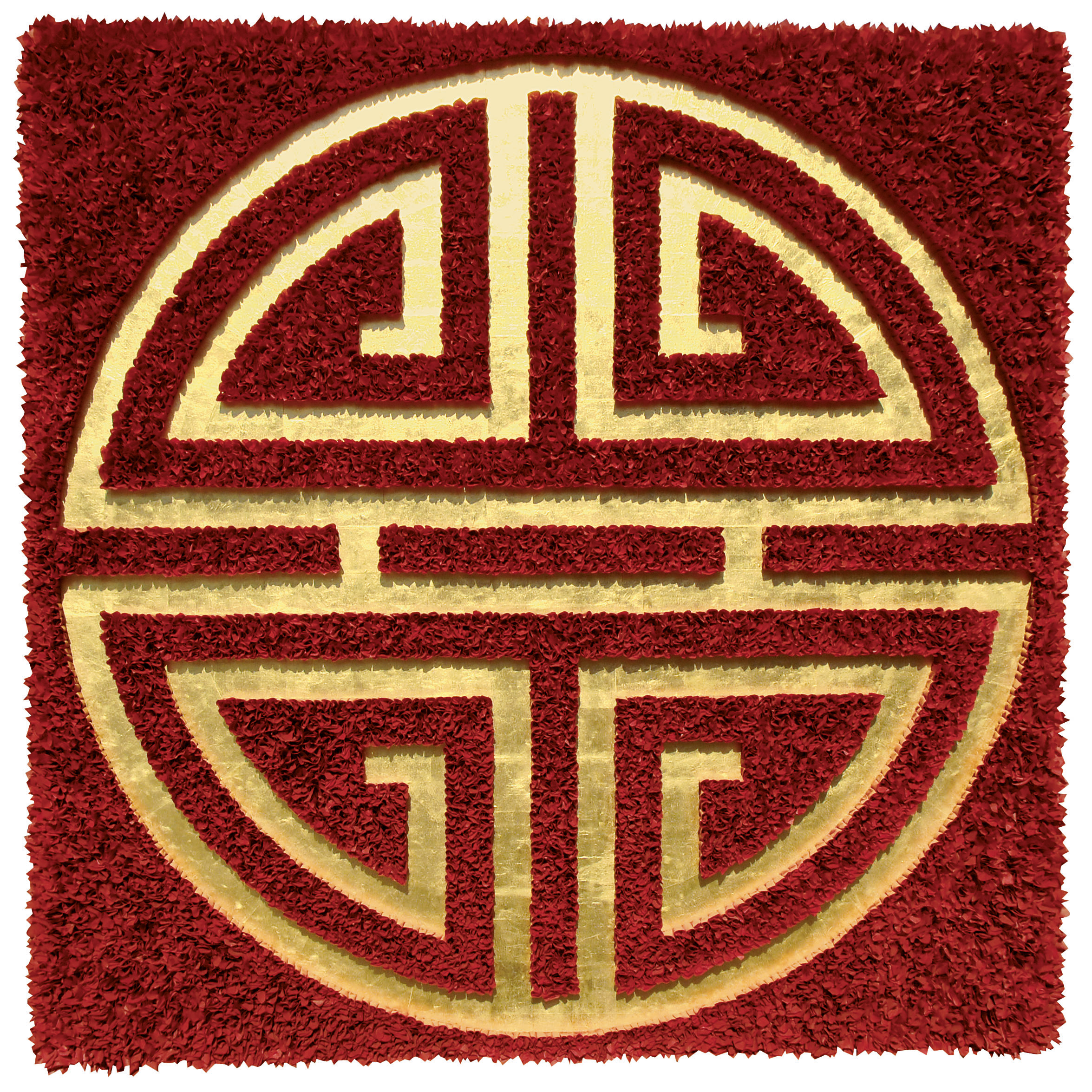
Chinesisches Glückszeichen 2007 - Bildobjekt, Fidelity Corporate Art Collection, London
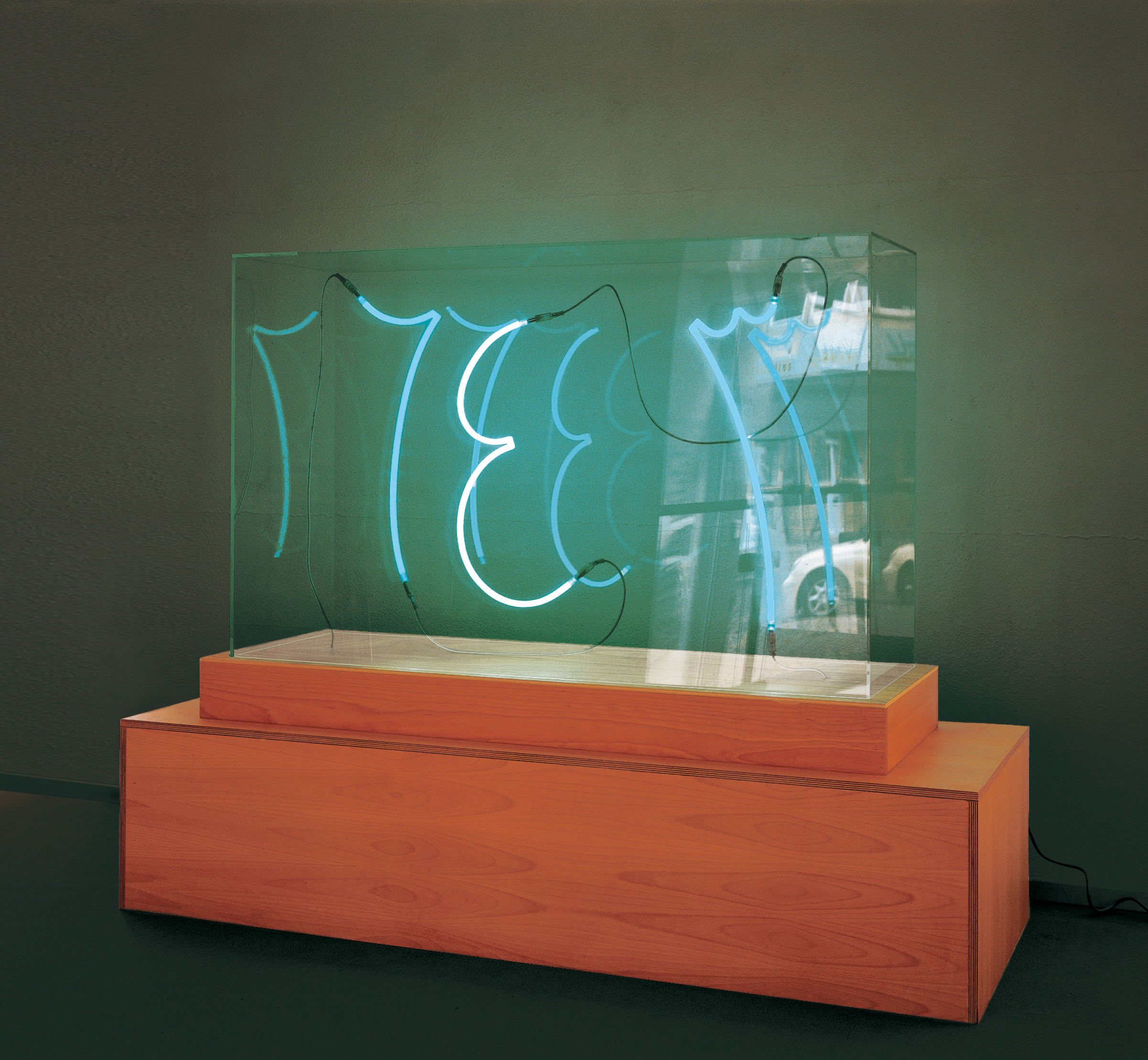
Zahlen im Licht 2001 - Lichtskulptur, Museum im Kulturspeicher Würzburg

## Einzelausstellungen (Auswahl)
- 1985: Works on Paper, Galerie Aubes 3935, Montreal
- 1985: Bildobjekte – Raumobjekte, Kunstverein Ludwigshafen
- 1987: Im Zeichen der Metrie, Galeria Kramy Dominikanskie, Krakau
- 1987:  Sinai, Kunstverein in der Synagoge, Oerlinghausen ·
- 1989: Schrift – Worte, Gutenberg-Museum, Mainz
- 1989: Paper – a Medium, Hyundai Gallery, Seoul
- 1989: Stille – Konzentration, Kulturgeschichtliches Museum in der Dominikanerkirche, Osnabrück
- 1990: Der Sonne entgegen, Lippische Gesellschaft für Kunst, Detmold ·
- 1990: Weg – Aufbruch, Pfalzgalerie, Kaiserslautern
- 1992: Paper Mandalas, Siddharta Art Gallery, Kathmandu (Nepal)
- 1992: Orient – Okzident, Bielefelder Kunstverein im Museum Waldhof, Bielefeld
- 1993: Elemente (Naturkräfte), Sonnentempel in der Orangerie Bayreuth
- 1994: Eigenschaften wie Gegenstände im Raum, Werkhaus Schwalenberg
- 1995: Spuren der Erinnerung – Zeichen der Gegenwart, Palácio Nacional, Sintra (Portugal)
- 1996: Mental Values, Great Cairo Library, Kairo (Ägypten)
- 1997: Set-Theory, Galleri Ingolfsstraæti, Reykjavik (Island)
- 1998: To the Land of Light, Cultural Foundation, Abu Dhabi
- 1998: Ohne Anfang ohne Ende – Grenzenlos, Städtische Kunstsammlungen Chemnitz
- 1999: 4th Sharjah International Arts Biennial: Localization & Globalization, Sharjah (VAE)
- 2005: 100 Jahre Zeit – 100 Jahre Bewegung, Leopold Hoesch Museum, Düren ·
- 2006: Stationen, Ludwig Museum Koblenz[5]
- 2006: Geometrie, Architektur, Poesie – Im Banne der Kulturen, Muzeum Narodowe, Wroclaw (Polen)
- 2007: Dialog der Kulturen, Gazi Husrev Begova Medressa, Sarajevo (Bosnien & Herzegowina)
- 2007: Stationen, Sharjah Art Museum, Sharjah (VAE)
- 2007: Korrespondenzen Forum Konkrete Kunst, Erfurt
- 2007: Museum Modern Art Hünfeld
- 2008: Stationen, Museum Moderner Kunst Stiftung Wörlen, Passau
- 2008: Transzendentale Ästhetik, Frauenmuseum Bonn,
- 2009: Papierbilder, Kunstmuseum Ahlen
- 2010: Conversations, Atrium Gallery, St. Louis (Missouri)
- 2011: Lore Bert und die Wissenschaften, Gutenberg-Museum, Mainz[6]
- 2011: Europa – Identität in der Differenz, Landesvertretung Rheinland-Pfalz, Brüssel
- 2011: International Fair Storehouses at Ege University Atatürk Cultural Center Art Gallery, Izmir,
- 2013: Venedig, 55. La Biennale di Venezia in der Biblioteca Nazionale Marciana: Art & Knowledge – The Spirit of the Place in the 5 Platonic Solids[2]
- 2013: Europe – Identity in Difference, Council of Europe Office in Venice, Venedig
- 2014: Lore Bert – Art & Knowledge in the 5 Platonic Solids, Busan Museum of Art, Busan (Korea)
- 2015: VIU, Venice International University, Venedig
- 2016: Im Banne der Kulturen – Fragile Werte, Museo de la Cancillería, Mexiko-Stadt (Mexiko)
- 2016: Im Banne der Kulturen – Fragile Werte, Circolo del Ministero degli Affari Esteri, Rom
- 2017: Im Banne der Kulturen – Fragile Werte, Muzeum Lubelskie, Lublin
- 2018: Papyrus-Collagen 2015-2018, Cadoro – Zentrum für Kunst und Wissenschaft, Mainz[7]
- 2019: Illumination – Ways to Eureka, Kirche San Samuele, Venedig[8][9][10]
- 2024: Lore Bert: Stationen,[11] Stiftung für Konkrete Kunst, Freiburg im Breisgau